# Agliofobia
A agilofobia ou também conhecida como algofobia, é o medo compulsivo de sentir dor. Esta fobia pode ser desencadeada por um episodio traumático envolvendo dor ou um medo irracional da dor. Pessoas com este tipo de fobia sofrem constantemente com um sentimento de ansiedade e podem desenvolver TOC (transtorno obsessivo compulsivo) por autoproteção, assim evitando sentir dor.
De acordo com o psicólogo Sabino Metta, uma pessoa pode aprender a ter essa fobia. Um exemplo seria uma pessoa de idade avançada, que ao ouvir sobre as dores e doenças de seus amigos, começa a antecipar os problemas antes mesmo deles acontecerem. Pessoas com essa fobia podem desenvolver hiperalgesia.
Pessoas com algofobia podem desenvolver cinesofobia, que é o medo compulsivo de fazer um movimento que pode trazer dor. 